# Diócesis de Gweru
La diócesis de Gweru (en latín: Dioecesis Gueruen(sis) y en inglés: Roman Catholic Diocese of Gweru) es una circunscripción eclesiástica latina de la Iglesia católica en Zimbabue, sufragánea de la arquidiócesis de Bulawayo. La diócesis tiene al obispo Rudolf Nyandoro como su ordinario desde el 28 de mayo de 2016.

## Territorio y organización
La diócesis tiene 29 158 km² y extiende su jurisdicción sobre los fieles católicos de rito latino residentes en los distritos de Gweru, Chirumhanzu, Kwekwe, Mberengwa, Shurugwi y Zvishavane en la provincia de Midlands.
La sede de la diócesis se encuentra en la ciudad de Gweru, en donde se halla la Catedral de Santa Teresa.
En 2019 en la diócesis existían 36 parroquias.

## Historia
La prefectura apostólica de Fort Victoria fue erigida el 14 de noviembre de 1946 y confiada a los misioneros de la Sociedad de Misiones Extranjeras de Belén en Suiza.
El 24 de junio de 1950 la prefectura apostólica fue elevada a vicariato apostólico con la bula In Arcis Victoriae del papa Pío XII.
El 2 de febrero de 1953 cedió una parte de su territorio para la erección de la prefectura apostólica de Umtali (hoy diócesis de Mutare) mediante la bula Apostolicas Praefecturas del papa Pío XII.
El 2 de julio de 1954, con la carta apostólica Viam salutis, el papa Pío XII confirmó a la Santísima Virgen María, invocada con el título de "Auxiliadora", como patrona principal del vicariato apostólico.
El 1 de enero de 1955, como resultado de la bula Quod Christus del papa Pío XII, el vicariato apostólico fue elevado a diócesis y asumió el nombre de diócesis de Gwelo. Originalmente era sufragánea de la arquidiócesis de Salisbury (hoy arquidiócesis de Harare).
El 25 de junio de 1982 tomó su nombre actual.
El 10 de junio de 1994 pasó a formar parte de la provincia eclesiástica de Bulawayo.
El 9 de febrero de 1999 cedió otra porción de territorio para la erección de la diócesis de Masvingo mediante la bula Ad aptius del papa Juan Pablo II.

## Estadísticas
De acuerdo con el Anuario Pontificio 2020 la diócesis tenía a fines de 2019 un total de 440 130 fieles bautizados.
| Año                                                                             | Población            | Población | Población      | Sacerdotes | Sacerdotes    | Sacerdotes    | Bautizados por sacerdote | Diáconos permanentes | Religiosos | Religiosos | Parroquias |
| Año                                                                             | Bautizados católicos | Total     | % de católicos | Total      | Clero secular | Clero regular | Bautizados por sacerdote | Diáconos permanentes | Varones    | Mujeres    | Parroquias |
| ------------------------------------------------------------------------------- | -------------------- | --------- | -------------- | ---------- | ------------- | ------------- | ------------------------ | -------------------- | ---------- | ---------- | ---------- |
| 1950                                                                            | 27 937               | 600 000   | 4.7            | 30         | 30            |               | 931                      |                      |            | 42         | 33         |
| 1970                                                                            | 162 804              | 1 287 634 | 12.6           | 90         | 12            | 78            | 1808                     |                      | 137        | 197        | 14         |
| 1980                                                                            | 210 000              | 1 809 000 | 11.6           | 80         | 13            | 67            | 2625                     |                      | 103        | 183        |            |
| 1990                                                                            | 265 215              | 2 265 000 | 11.7           | 74         | 25            | 49            | 3583                     |                      | 83         | 223        | 43         |
| 1999                                                                            | 196 000              | 1 525 000 | 12.9           | 35         | 21            | 14            | 5600                     |                      | 45         | 136        | 17         |
| 2000                                                                            | 134 000              | 1 521 000 | 8.8            | 39         | 23            | 16            | 3435                     |                      | 43         | 127        | 49         |
| 2001                                                                            | 187 720              | 2 000     | 9.4            | 42         | 24            | 18            | 4469                     |                      | 68         | 122        | 25         |
| 2002                                                                            | 191 174              | 2 112 933 | 9.0            | 40         | 24            | 16            | 4779                     |                      | 56         | 152        | 25         |
| 2003                                                                            | 195 087              | 2 220 685 | 8.8            | 40         | 26            | 14            | 4877                     |                      | 56         | 188        | 25         |
| 2004                                                                            | 196 999              | 2 109 650 | 9.3            | 39         | 25            | 14            | 5051                     |                      | 65         | 176        | 27         |
| 2006                                                                            | 198 000              | 2 124 990 | 9.3            | 43         | 29            | 14            | 4604                     |                      | 58         | 153        | 30         |
| 2007                                                                            | 199 000              | 2 136 000 | 9.3            | 40         | 30            | 10            | 4975                     | 2                    | 53         | 144        | 31         |
| 2013                                                                            | 421 000              | 2 281 000 | 18.5           | 53         | 46            | 7             | 7943                     |                      | 41         | 174        | 32         |
| 2016                                                                            | 443 500              | 2 428 000 | 18.3           | 55         | 48            | 7             | 8063                     |                      | 44         | 200        | 33         |
| 2019                                                                            | 440 130              | 2 586 540 | 17.0           | 54         | 48            | 6             | 8150                     |                      | 40         | 173        | 36         |
| Fuente: Catholic-Hierarchy, que a su vez toma los datos del Anuario Pontificio. |                      |           |                |            |               |               |                          |                      |            |            |            |

## Episcopologio
- Alois Haene, S.M.B. † (28 de marzo de 1947-3 de febrero de 1977 renunció)
- Tobias Wunganayi Chiginya † (30 de abril de 1977-14 de enero de 1987 falleció)
- Francis Xavier Mugadzi † (25 de octubre de 1988-6 de febrero de 2004 falleció)
  - Sede vacante (2004-2006)
- Martin Munyanyi † (11 de mayo de 2006-28 de abril de 2012 renunció)[7]
- Xavier Johnsai Munyongani † (15 de junio de 2013-15 de octubre de 2017 falleció)
  - Sede vacante (2017-2020)[7]
- Rudolf Nyandoro, desde el 11 de septiembre de 2020